# (3238) Тимресовия
(3238) Тимресовия (лат. Timresovia) — типичный астероид главного пояса, открыт 8 ноября 1975 года советским астрономом Николаем Черных в Крымской астрофизической обсерватории и 2 апреля 1988 года назван в честь генетика Николая Тимофеева-Ресовского.

## Обнаружение и именование
(3238) Тимресовия
Открыт 8 ноября 1975 года в Научном Н. С. Черных.
Назван в честь известного советского биолога, одного из основоположников радиационной генетики и молекулярной биологии Николая Владимировича Тимофеева-Ресовского (1900—1981).
Оригинальный текст (англ.)3238 Timresovia
Discovered 1975-11-08 by Chernykh, N. at Nauchnyj.
Named in honor of Nikolaj Vladimirovich Timofeev-Resovskij (1900—1981), famous Soviet biologist, one of the founders of radiation genetics and molecular biology.
Источники: DISCOVERY.DB; M.P.C. 12972.

## Орбита

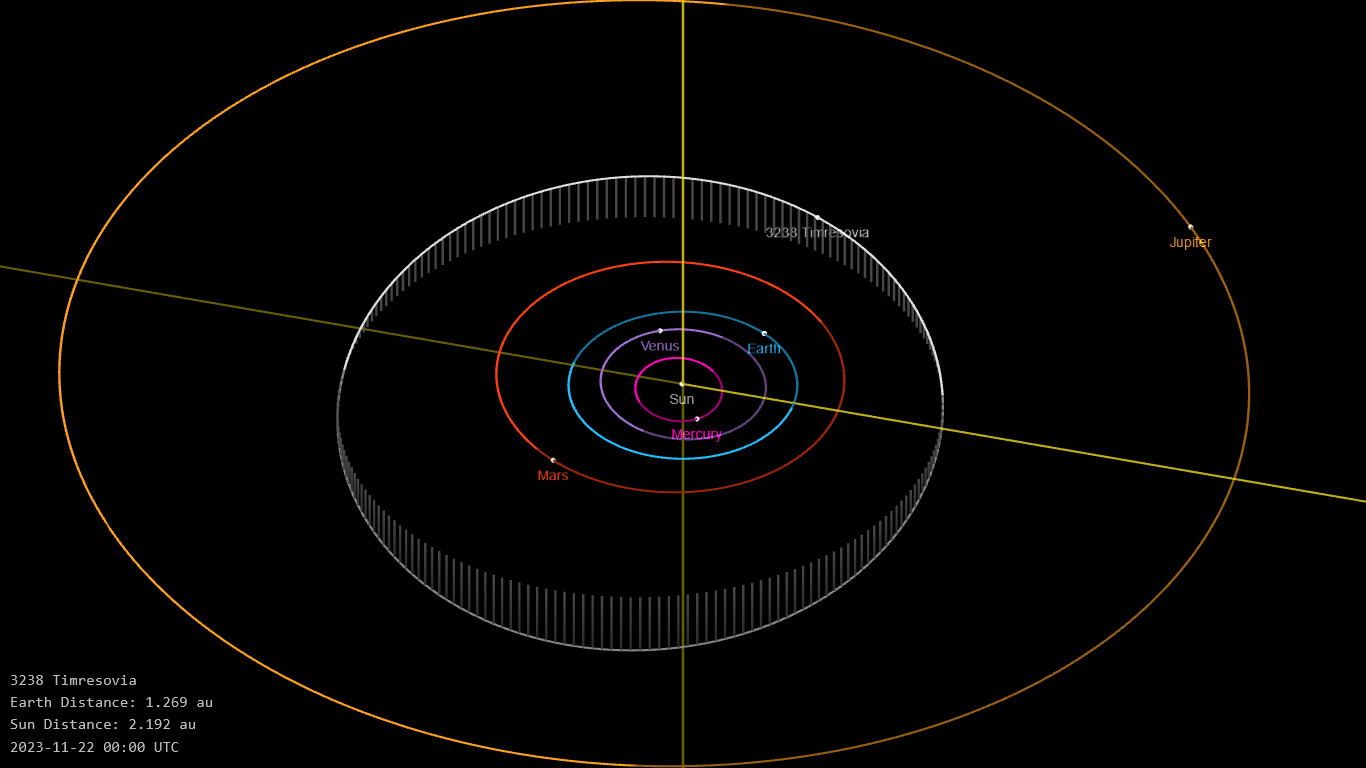
Орбита астероида Тимресовия и его положение в Солнечной системе

## Физические характеристики
Астероид относится к таксономическому классу C.
По результатам наблюдений в инфракрасном диапазоне спутника Akari и наблюдений в видимом и ближнем инфракрасном диапазоне космического телескопа NEOWISE диаметр астероида сначала оценивался равным 10,42±0,78 км, позже — 11,82±2,84 км, 17,62±3,41 км, 12,699±0,204 км, 10,48±2,87 км, 11,09±2,91 км и 11,67±3,71 км. Согласно тем же источникам альбедо оценивается как 0,073±0,011, 0,07±0,05, 0,02±0,01, 0,031±0,007, 0,052±0,035, 0,062±0,042 и 0,057±0,051.